# 1985 au Manitoba
Chronologie du Manitoba
- 1981
- 1982
- 1983
- 1984
- 1985
- 1986
- 1987
- 1988
- 1989

Cette page concerne des événements d'actualité qui se sont produits durant l'année 1985 dans la province canadienne du Manitoba.

## Politique
- Premier ministre : Howard Pawley
- Chef de l'Opposition :
- Lieutenant-gouverneur : Pearl McGonigal
- Législature :

## Naissances
- 25 janvier : Troy Bodie (né à Portage la Prairie) est un joueur professionnel de hockey sur glace canadien[1].
- 27 janvier : Eric Radford est un patineur artistique canadien né à Winnipeg. Il participe aux Jeux olympiques d'hiver de 2014 à Sotchi et y remporte une médaille d'argent lors de l'épreuve par équipes.
- 9 février : Nigel Dawes (né à Winnipeg) est un joueur professionnel de hockey sur glace canadien[2].
- 11 mars : Laurent Piché, né à Winnipeg, est un réalisateur, scénariste, monteur, et producteur canadien-français originaire du Manitoba.
- 31 mars : Robin Richards (né à Winnipeg) est un joueur professionnel de hockey sur glace canadien.
- 12 août : Ryan Garbutt (né à Winnipeg) est un joueur professionnel de hockey sur glace canadien. Il évolue au poste de centre.
- 19 août : Brett Needham (né à Le Pas) est un joueur professionnel de hockey sur glace canadien.

## Décès
- 17 avril : Walter Weir, ancien premier ministre du Manitoba.